# It's a Hard Life
It's a Hard life is een nummer van de Britse rockband Queen, uit 1984. Het is geschreven door Freddie Mercury, de zanger van de band. Het was onderdeel van het album The Works en was de derde single van dat album. In Nederland kwam het niet verder dan nr.20 in de Nationale Hitparade.
De openingszin van het nummer is afgeleid van een vertaling van Vesti la guiba, een aria uit de opera Pagliacci van Ruggiero Leoncavallo. Freddie Mercury stond bekend om zijn passie voor de opera. Opera was dan ook van grote invloed op het werk van Queen, zoals onder andere nog te horen is in hun grote hit, Bohemian Rhapsody.
Het nummer bevat veel piano en een solo van Brian May.

## Clip
De videoclip van het nummer is geschapen in een opera-achtige "stijl", waarin de bandleden in opera-kleding verschijnen. De hele video is min of meer bedoeld als een grote grap. Zo noemde Brian May het ooit "de slechtste video aller tijden".

## Hitnotering
| "It's a hard life" in de Nederlandse Single Top 100 - binnen: 11 augustus 1984 | "It's a hard life" in de Nederlandse Single Top 100 - binnen: 11 augustus 1984 | "It's a hard life" in de Nederlandse Single Top 100 - binnen: 11 augustus 1984 | "It's a hard life" in de Nederlandse Single Top 100 - binnen: 11 augustus 1984 | "It's a hard life" in de Nederlandse Single Top 100 - binnen: 11 augustus 1984 | "It's a hard life" in de Nederlandse Single Top 100 - binnen: 11 augustus 1984 |
| Week                                                                           | 1                                                                              | 2                                                                              | 3                                                                              | 4                                                                              |                                                                                |
| ------------------------------------------------------------------------------ | ------------------------------------------------------------------------------ | ------------------------------------------------------------------------------ | ------------------------------------------------------------------------------ | ------------------------------------------------------------------------------ | ------------------------------------------------------------------------------ |
| Nummer                                                                         | 20                                                                             | 22                                                                             | 36                                                                             | 38                                                                             | uit                                                                            |